# Christine Géliot
Pour les articles homonymes, voir Géliot.
Christine Géliot est une autrice, pianiste et professeure de musique française.

## Biographie
Christine Géliot est la fille d'Huguette Domange, harpiste, et de Bernard Géliot, industriel et chanteur. Elle est la sœur de la harpiste Martine Géliot, la petite-fille du compositeur Robert Géliot et l'arrière-petite-fille de la compositrice Mel Bonis.
Elle est l'épouse de Patrick Lallour,, pdg de Gastinne Renette et mère de trois enfants
Elle suit des études musicales au Conservatoire national supérieur de musique de Paris dans les classes de piano, de solfège et d'harmonie.
Elle enseigne le piano au conservatoire d'Asnières.
Elle fonde l'Association Mel Bonis, et en est la présidente, s'occupant notamment de la gravure des partitions de son aïeule.
Elle est notamment l'autrice de l'ouvrage Mel Bonis, femme et « compositeur » en 2000, réédité en 2009,,, du catalogue des œuvres de Mel Bonis, d'une correspondance choisie de la compositrice et de plusieurs articles de l'ouvrage collectif d'Étienne Jardin.
Lors de la redécouverte de son aïeule Mel Bonis, et notamment de la programmation du concert donné en Allemagne au Château de Morsbroich à Leverkusen, le 7 juin 1998, Christine Géliot interprète Les Gitanos au piano, avec Yvette Domange.
Christine Géliot est une des intervenantes du film documentaire allemand (Tvbmedia productions, Berlin), Women composers : a cinematic search for their lives (« Femmes compositrices : une recherche cinématographique de leur vie ») de Tim van Beveren, réalisateur et Kyra Steckeweh, productrice, coréalisatrice, narratrice et pianiste (95 min, 2018), axé sur Fanny Mendelssohn, Mel Bonis, Emilie Mayer et Lili Boulanger. Le documentaire est couronné par six prix, dont trois aux États-Unis en 2018 et 2019 (Los Angeles, New York et Washington), outre Berlin (Opus Klassik (de)) et au Feminæ film festival de Zagreb.

## Publications
- Correspondance choisie de Mel Bonis présentée et annotée par Christine Géliot, Montrem, les Amis de la musique française, 2007, 38 p. (ISBN 2-915318-16-6, OCLC 762528209, BNF 42121536)
- Mel Bonis, femme et compositeur, 1858-1937, Harmattan, coll. « Univers musical », 2009 (1re éd. 2000), 317 p. (ISBN 2-296-09409-0, OCLC 465087773, BNF 42069917) — Traduit en allemand en 2015 (OCLC 900643342).
Catalogue des œuvres de Mel Bonis p. 286-296[8].
- Étienne Jardin (dir.), Mel Bonis (1858-1937) : Parcours d'une compositrice de la Belle Époque, Arles/Venise, Actes Sud / Palazzetto Bru Zane, 2020, 473 p. (ISBN 978-2-330-13313-9, OCLC 1153996478, présentation en ligne).

### Articles
- (en) « Compositions for voice by Mel Bonis, French woman composer, 1858-1937 », Journal of Singing, vol. 64, no 1,‎ 2007, p. 47.